# Элуистл
Элуистл (валл. Elwystl; лат. Elgistilus); также упоминается в «Книге Лландафа» под именем Элгистил; VI век) — согласно «Книге Лландафа», был епископом Лландафа.
Впервые он появляется в качестве духовного свидетеля у Инабуи (на тот момент, ни один из них ещё не был епископом) в документе времён епископа Диврига и короля Эргинга Пейбио Прокажённого. Как епископ он подписал хартию во времена Кинвина, сына Пейбио Прокажённого.
Элуистл также упоминается при правителе Диведа, Аэрколе, а также Аетан.